# Anaël Lardy
Anaël Lardy (Chambéry, 24 ottobre 1987) è un'ex cestista francese.

## Carriera
Con la Francia ha disputato due edizioni dei Campionati mondiali (2010, 2014) e tre dei Campionati europei (2009, 2013, 2015).